# Pontremoli
Pontrèmoli (Apua in Latino, Puntrémal [punˈtrɛmɐl]  nel dialetto della Lunigiana) è un comune italiano di 6952 abitanti della provincia di Massa-Carrara in Toscana. Appartiene geograficamente e culturalmente alla regione storica della Lunigiana ed è il comune più settentrionale della regione.

## Geografia fisica
Pontremoli è il comune più settentrionale della Regione Toscana, adagiato nell'alta vallata del fiume Magra, alla confluenza con il torrente Verde e la Valle del Verde, all'estremità nord-occidentale della regione storica conosciuta come Lunigiana. Il centro si trova in una conca circondata da altorilievi collinari, ed è ubicato su uno dei più antichi percorsi che collegano la Val Padana con la Liguria e la Toscana, un tempo percorso della Via Francigena, ed ancor oggi tracciato di importanti infrastrutture viarie come l'Autostrada A15 e la linea ferroviaria Pontremolese, che collegano direttamente Parma con la Spezia.
È diviso in centro storico e Verdeno, la zona abitata costruita in tempi successivi al di là del torrente Verde.
- Classificazione sismica: zona 2 (sismicità medio-alta), Ordinanza PCM 3274 del 20/03/2003
- Classificazione climatica: zona E, 2166 GR/G
- Diffusività atmosferica: media, Ibimet CNR 2002

## Origini del nome

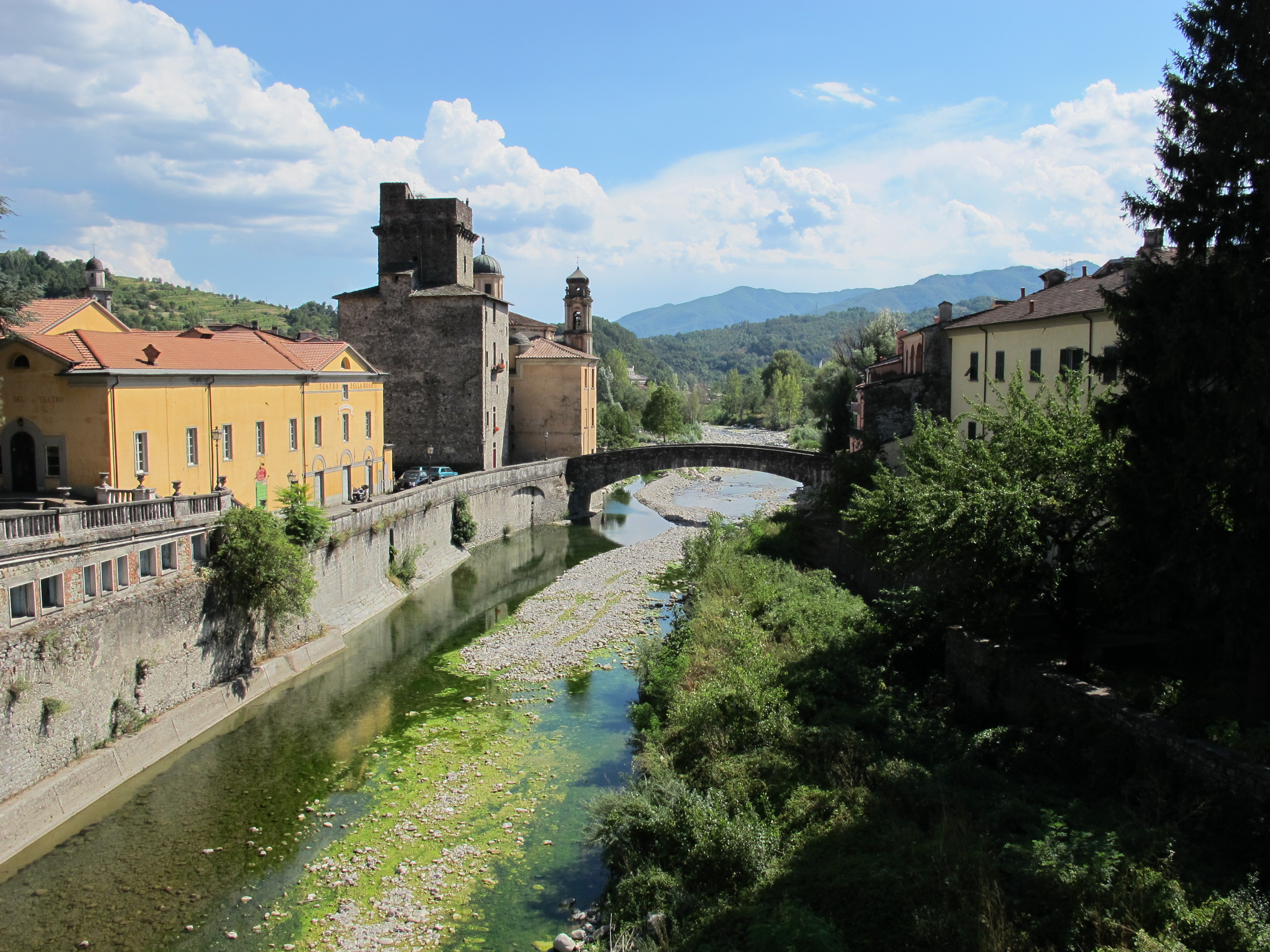
vista del Ponte Cesare Battisti detto ponte della Rosa sul fiume Magra.

In merito all'origine del nome, l'ipotesi più accreditata è dal latino "pontem (o pons) (populus) tremula", dovuto alla presenza di un antico ponte, oggi inesistente, sul fiume Magra, probabilmente costruito in legno di Populus tremula (Pioppo tremolo), che già compare nello stemma prima gentilizio, poi comunale, del paese. Altra ipotesi, è che l'aggettivo "tremula" sia dovuto alla precarietà del suddetto ponte, soggetto alle numerose alluvioni che, da sempre, interessano la zona
.
Di altra origine, più incerta, sono le numerose modificazioni dialettali del toponimo: la posizione di confluenza del torrente Verde, un affluente di destra del Magra che nasce poco distante al Passo dei Due Santi, verso la località montana di Cervara, diede origine alla cosiddetta Valle del Verde, in antico dialetto tosco-ligure vergêma, nome dialettale a sua volta derivante dai dislivelli montani di pietra arenaria dovuti alle numerose frane cui è soggetto il luogo. Con l'espansione urbana del borgo poi, alcune sorgenti e polle d'acqua del suddetto torrente, dette i funtanin, furono chiuse, ma il nome dialettale rimase per sempre conosciuto come funtanin d' vergêma, poi traslitterato in funt'ergêma, quindi funtre-gê-ma, funtrêma-l e riadattata in italiano puntremal, pont-tremal. Il toponimo dialettale si andò formandosi nell'Alto Medioevo, tuttavia, ad oggi, non si sa ancora con certezza se alcuni documenti storici, come il diario di Sigerico di Canterbury, confermino la correttezza dell'interpretazione.

## Storia

### Età antica
I primi insediamenti umani risalirebbero al I millennio a.C.; ritrovamenti di antichi reperti megalitici antropomorfi, sparsi più o meno in tutta la Lunigiana e meglio conosciuti come statue stele, oggi conservate nel museo dentro il
sovrastante castello del Piagnaro, testimoniano la presenza di nuclei abitati almeno fino all'arrivo degli Etruschi, intorno al VII secolo a.C.. 

I fenomeni di mescolanze tra Etruschi e tribù autoctone, diedero vita a quelle che furono identificate come popolazioni di Liguri Apuani.

#### L'antica Apua
L'ipotesi che Pontremoli corrispondesse alla leggendaria Apua, capitale dei Liguri Apuani, è assai fondata già ai tempi della tradizione umanistica. 
Gli Apuani, dopo secoli di resistenza, furono sconfitti dai Romani nel II secolo a.C. e deportati nel Sannio perché con la loro guerriglia impedivano alle legioni l'occupazione del territorio circostante. Una parte di essi però riuscì a ritirarsi verso le montagne, rimanendo nascosta nel folto dei boschi e nelle valli impervie, nei loro primitivi insediamenti. 

I resti dell'antica Apua sarebbero stati riconosciuti nei pressi di frazione Belvedere di Saliceto, lungo il corso del fiume Magra, a circa 3 chilometri dall'odierno paese.
Il toponimo Apua fu dato dagli stessi antichi romani, ma fu tuttavia ripreso da radici più antiche e di origine incerta. Bisogna inoltre tener presente che gli antichi Liguri indicavano, con un nome, una comunità o un insieme di paesi (vedi ad es. gli odierni Zeri o Zignago o altri luoghi della Liguria).
Nel IV secolo dell'impero romano, Apua fu ripopolata dagli stessi Liguri, a volte chiamata col nome di Abbia.

Oltre alle suddette tribù liguri, Apua ha dato il nome anche alle vicine Alpi Apuane, che però fanno parte del subappennino toscano, posto più a sud, e alla cosiddetta diocesi Apuana.

### Roma
Secondo alcuni storici la zona di Pontremoli era percorsa dalla Via Aemilia Scauri diretta al passo della Cisa.

### Età medievale

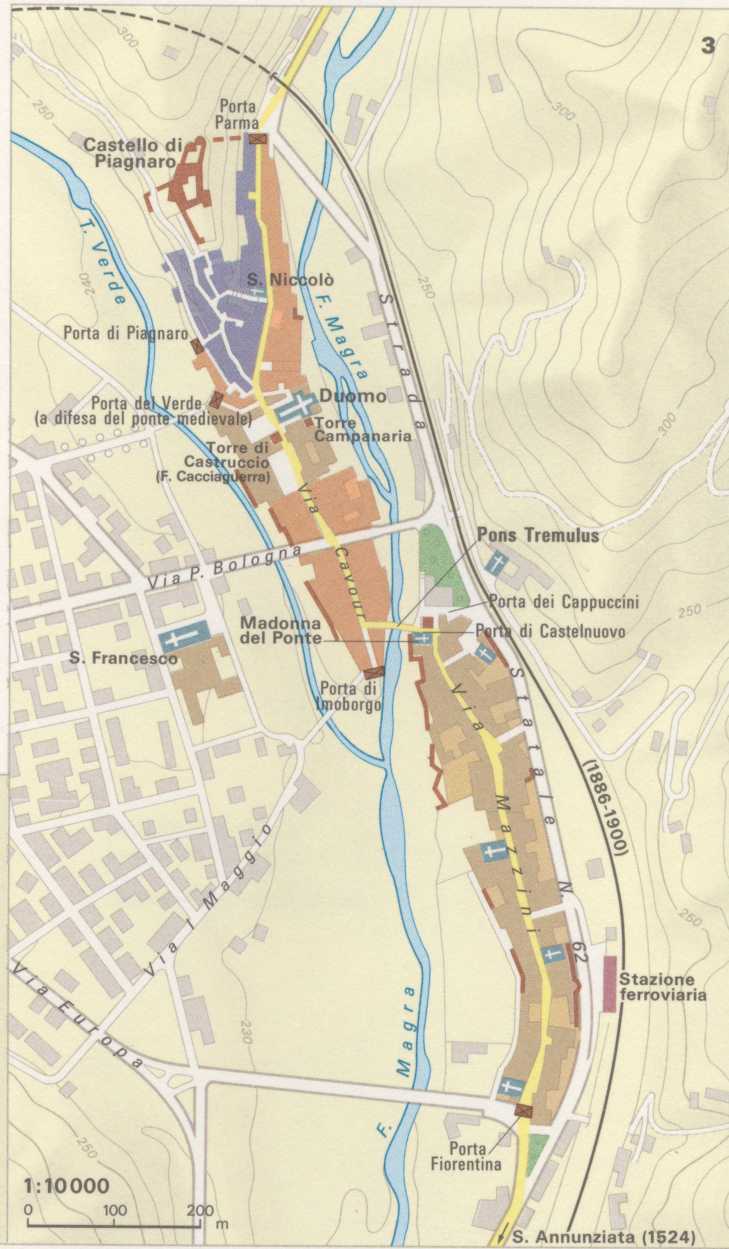
Mappa di Pontremoli

Per Alpem Bardonis Tusciam ingressus, si diceva già nell'Alto Medioevo di chi passava dalla «Porta di Toscana»: così i Longobardi avevano definito la regione di Luni.
Nel VII secolo il primo nucleo abitato del paese comincia a chiamarsi Pons Tremulus.
Più tardi Carlo Magno, nel 774, dona all'abate di Bobbio anche la selva di Montelungo, assieme ai territori dell'Alpe Adra della Val Petronio e al borgo marino di Moneglia che diverrà così il porto del feudo monastico.
Nel Medioevo il borgo di Pontremoli cresce notevolmente soprattutto come stazione dell'antica via Francigena di pellegrinaggio verso Roma che, procedendo dal Passo della Cisa, attraversava l'intera Lunigiana. 

Nell'itinerario di Sigerico (scritto alla fine del X secolo), il borgo costituiva la XXXI tappa, ed era definito Pontremel dalla stessa antica arcidiocesi di Canterbury. Più tardi, verso la metà del XII secolo, un altro monaco benedettino, Nikulás Bergsson , provenendo dall'Islanda e diretto a Gerusalemme, seguirà lo stesso percorso annotando la sua sosta in Pontremoli nella sua relazione Leiðarvísir.

Un altro percorso medievale era la Via dei Monti (anche detta Via de Pontremolo) che, attraverso la val di Vara, il Bardellone, Borghetto Vara e Brugnato, collegava Pontremoli all'approdo di Levanto.
Il borgo di Pontremoli, favorito dalla configurazione montuosa del territorio circostante, diventa una repubblica indipendente tra il XII ed il XIII secolo.
Nel 1167 si oppone a Federico Barbarossa impedendogli il passaggio della Cisa.
L'imperatore Federico II, visita più volte Pontremoli e, nel febbraio del 1249, proveniente da Cremona si trascina appresso in catene Pier della Vigna, il fido consigliere caduto in disgrazia e protagonista del magnifico Canto XIII dell'Inferno. 
Proprio in Pontremoli, «in platea ecclesie Sancti Geminiani» (Piazzetta S. Gemignano) lo fa crudelmente accecare.
Per circa due secoli, tra 1302 e 1502, Pontremoli sarà sede della curia della diocesi di Brugnato essendone di fatto una specie di enclave all'interno della Lunigiana che dipendeva invece dalla diocesi di Luni.

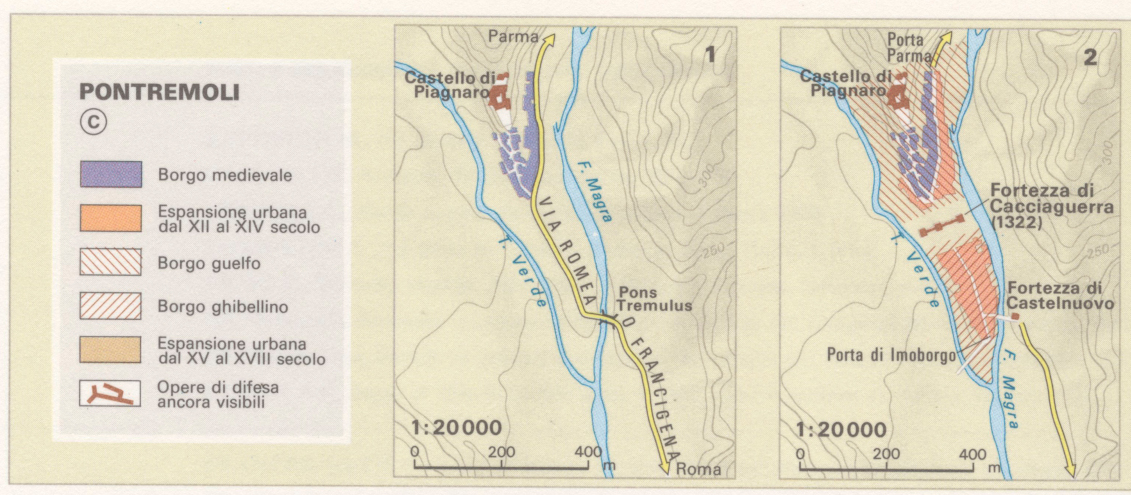
Evoluzione storica della città

All'inizio del XIV secolo la rivalità tra le fazioni cittadine culmina con la costruzione nel 1322 della grande torre, incorporata in un lungo muro, costruita da Castruccio Castracani e detta Cacciaguerra perché separa la città in due parti abitate rispettivamente dai guelfi e dai ghibellini.

Il secolo vede il susseguirsi di varie dominazioni di varie signorie sul borgo di Pontremoi:

Diventa possedimento dei Malaspina nel 1319.

Nel 1322 è tra i domini degli Antelminelli.

Nel 1331 Pontremoli è venduta da Giovanni I di Boemia a Mastino II della Scala, signore di Verona. 

Nel 1339 passa al dominio dei Visconti di Milano.
Nel 1404 il possesso del borgo passa alla genovese famiglia Fieschi, per ritornare poi nel 1433 nuovamente sotto il governo del duca di Milano Filippo Maria Visconti che lo dona alla figlia Bianca Maria come dote in occasione delle sue nozze con Francesco Sforza.

### Età moderna

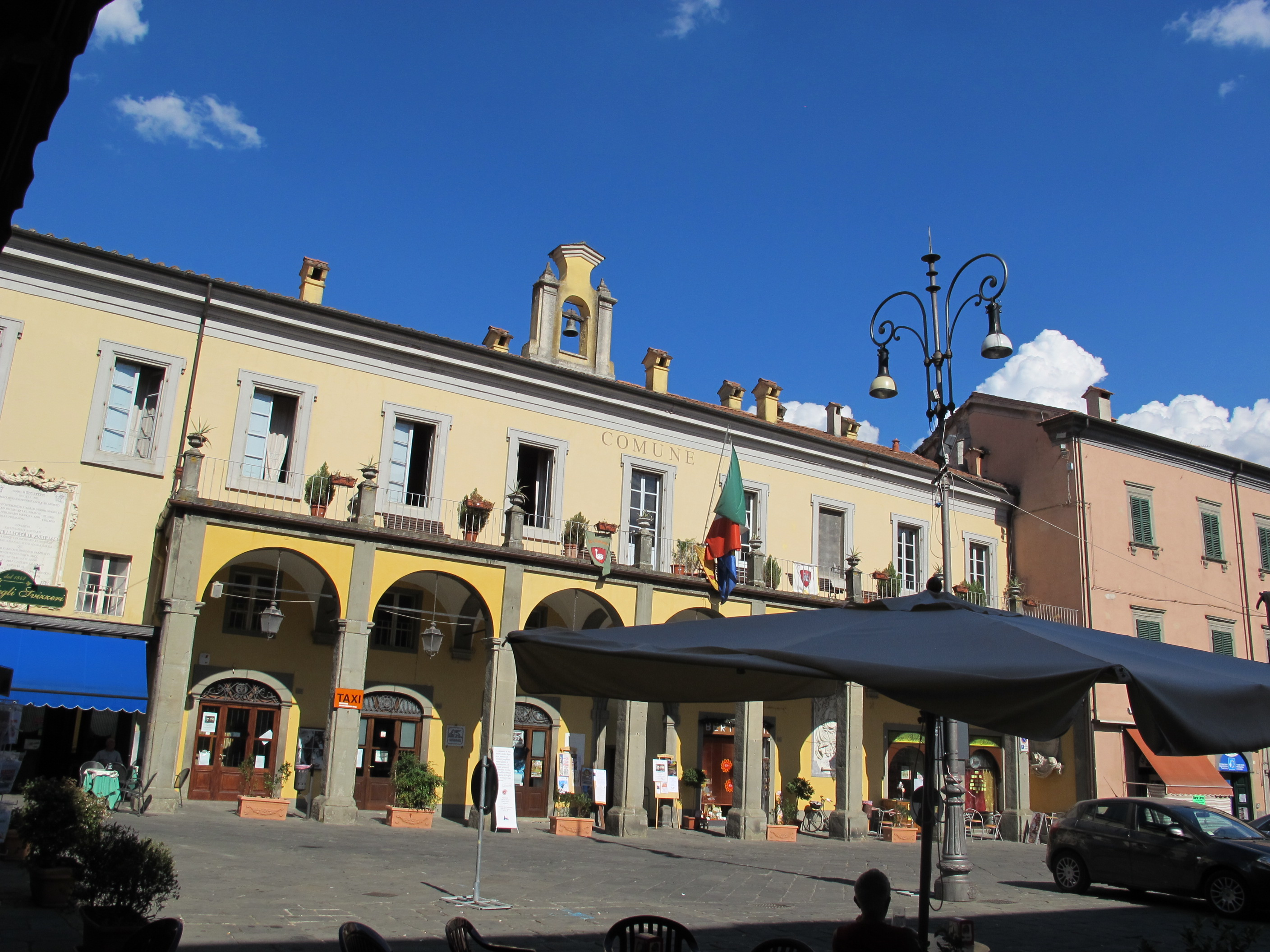
Palazzo Comunale

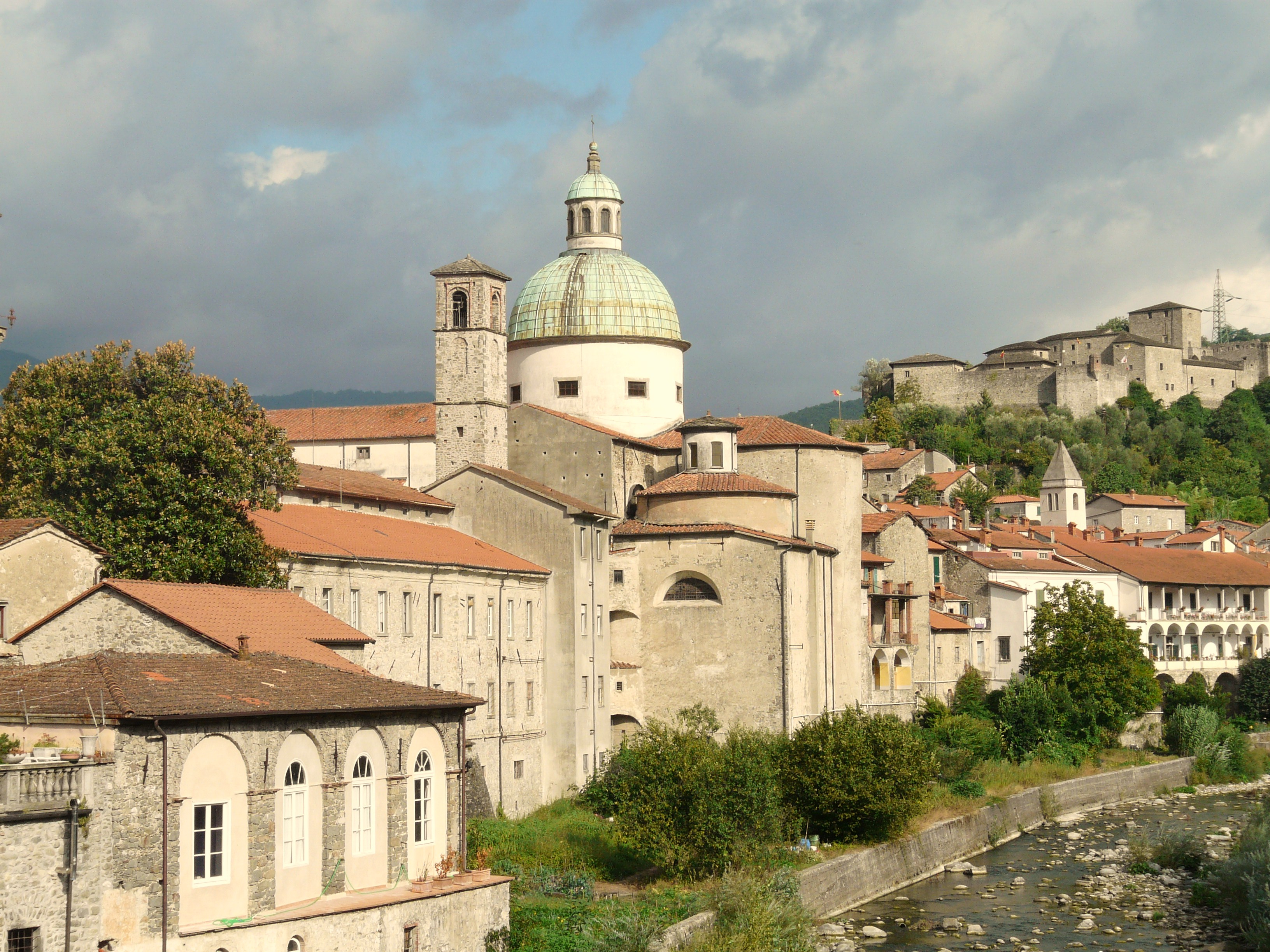
La cupola della concattedrale e il Castello del Piagnaro

Nel 1495 Pontremoli è saccheggiata dalle truppe in ritirata di Carlo VIII re di Francia, nonostante il territorio fosse dominio di Ludovico il Moro, nuovo Duca di Milano. Il saccheggio è conseguenza della funesta discesa in Italia del re francese alla conquista del Regno di Napoli. 
Ricordo di questo evento è la targa affissa alla base del campanile della vicina frazione di Mignegno.
Sconfitto Ludovico il Moro da Luigi XII, Pontremoli, come altre aree dell'Italia settentrionale, diventa possedimento francese dal 1508 al 1522.
Dopo la sconfitta di Pavia su Francesco I, nel quadro delle conquiste italiane dell'imperatore Carlo V, nel 1526 Pontremoli è concesso in feudo ai Fieschi. Ma dopo la loro congiura contro Andrea Doria (1547), il feudo ai Fieschi viene revocato e conferito a Ferrante I Gonzaga.
Pontremoli (all'epoca conta circa 6.000 abitanti) rimane quindi controllato da un governatore spagnolo, fino a quando non venne acquistata dalla Repubblica di Genova nel novembre 1647 con i feudi imperiali di Giovagallo e di Castagnetoli, con la promessa di ratifica reale della Spagna entro sei mesi e la relativa approvazione imperiale al prezzo di 200.000 pezzi da otto. Tuttavia, alla scadenza dei sei mesi, Genova rescisse il contratto.
Tre anni dopo, Filippo IV di Spagna, nella sua qualità di Duca di Milano, vende Pontremoli al granduca Ferdinando II de' Medici per la somma di 500.000 scudi.
Pontremoli entra quindi a far parte del Granducato di Toscana e, fatto salva la parentesi napoleonica, rimarrà in questa condizione fino al 1847.

Con le riforme leopoldine nel 1777 Pontremoli diventa una comunità autonoma, sebbene sempre nell'ambito del Granducato di Toscana, e nel 1778 diventa ufficialmente una città. 
Nel 1797 diventa anche sede vescovile, rimasta autonoma fino al 1988, quando avviene la creazione della nuova Diocesi di Massa-Carrara-Pontremoli, con gli stessi confini della provincia civile di Massa Carrara.
E' parte del Regno d'Italia napoleonico dal 1805 al 1814.
L'intera zona venne gravemente danneggiata da un terremoto nel 1834.
Nel 1847 Pontremoli e il suo territorio vengono annessi al ducato di Parma, in attuazione del trattato di Firenze del 28 novembre 1844, e vi rimane fino al 1859 e all'Unità d'Italia.
Nel 1956 guadagna dal comune di Zeri la frazione di Arzelato.

### Simboli
Lo stemma di Pontremoli è stato riconosciuto con decreto del capo del governo del 6 marzo 1939 e concesso, assieme al gonfalone, con decreto del presidente della Repubblica dell'11 maggio 2004.
Il gonfalone è un drappo di azzurro.

### Onorificenze
Pontremoli è tra le città decorate al valor militare per la guerra di liberazione, insignita della medaglia di bronzo al valor militare per i sacrifici delle sue popolazioni e per l'attività nella lotta partigiana durante la seconda guerra mondiale:

## Monumenti e luoghi d'interesse

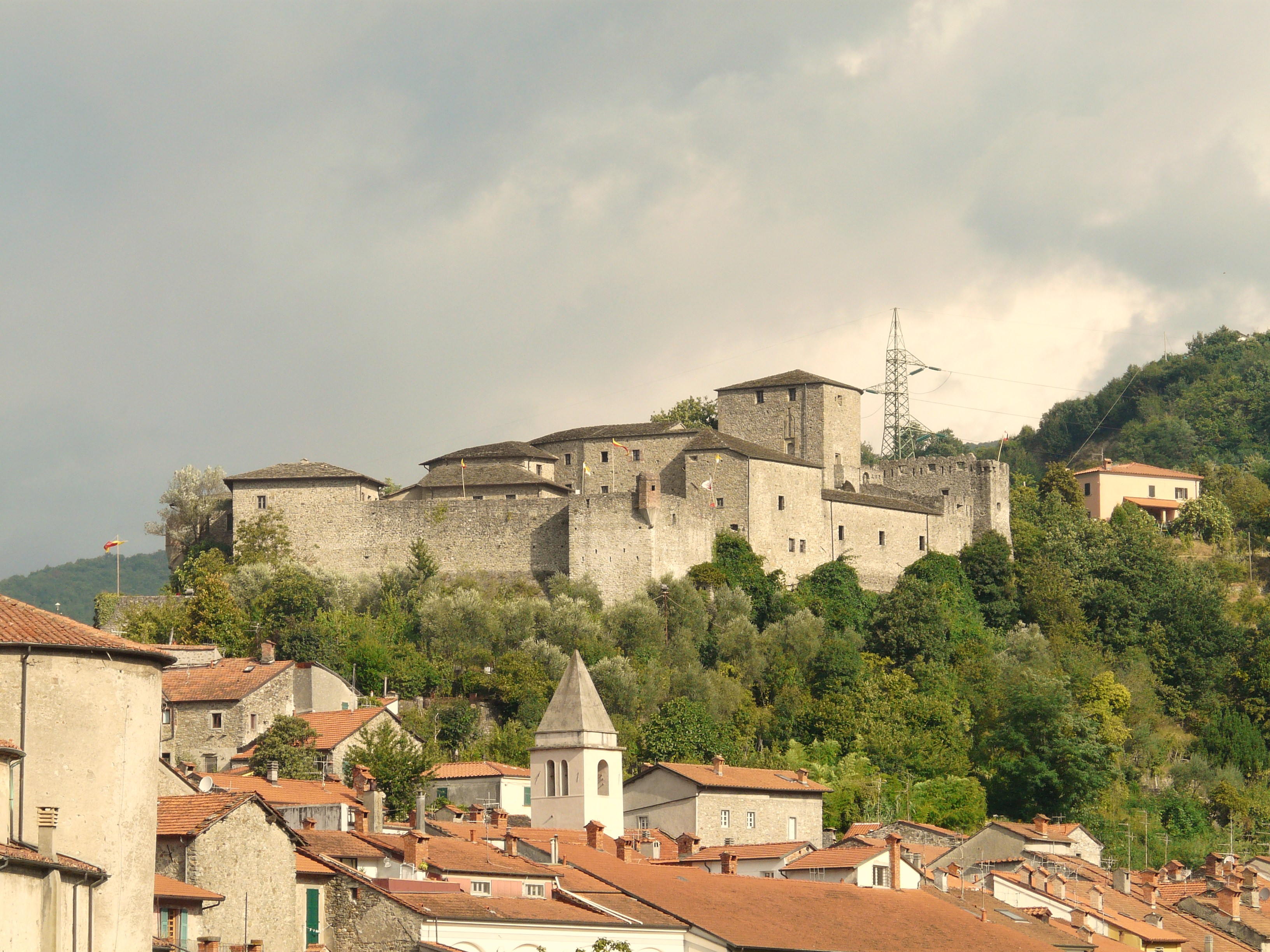
Sullo sfondo il castello del Piagnaro

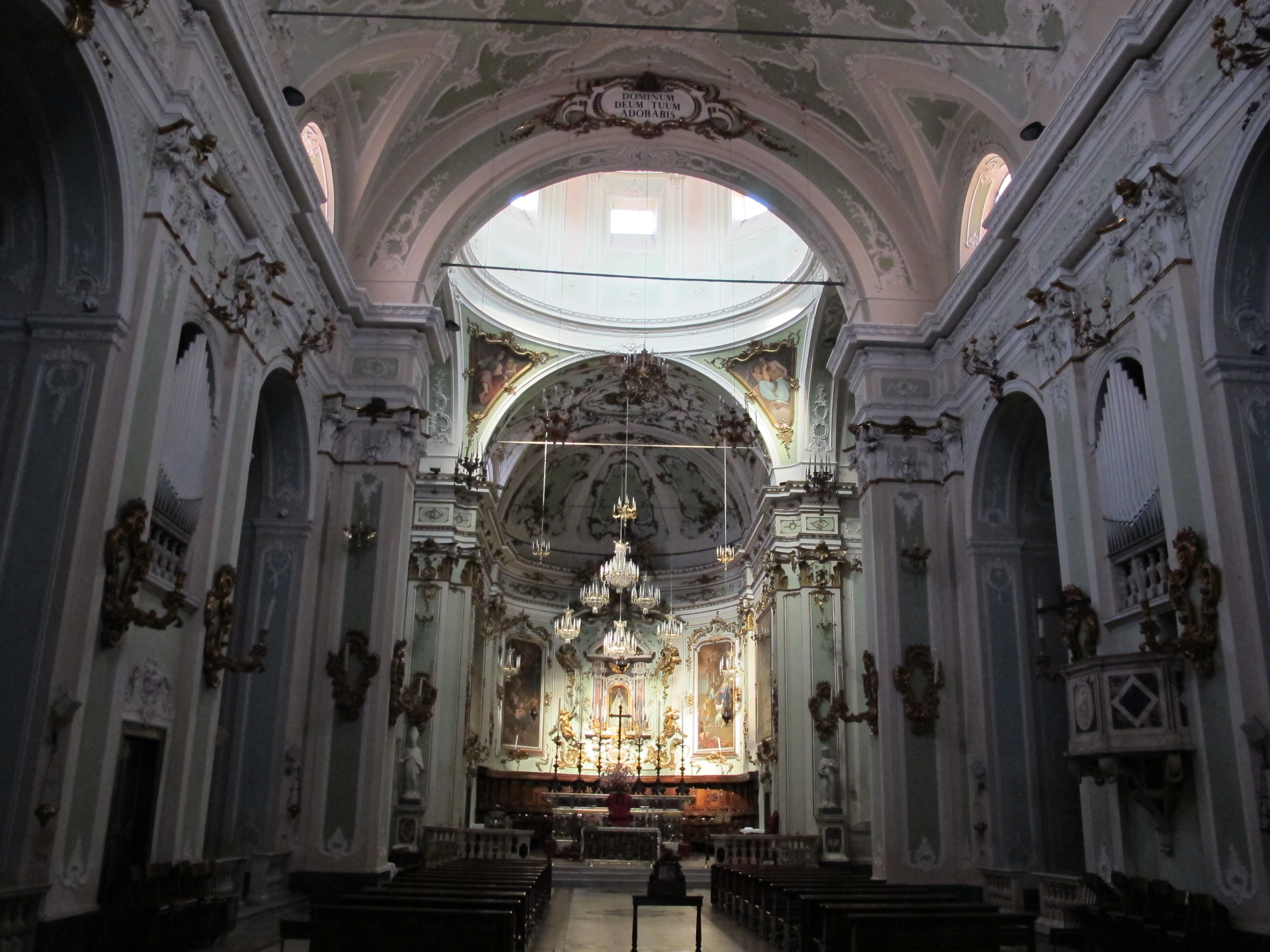
Duomo di Pontremoli vista interna

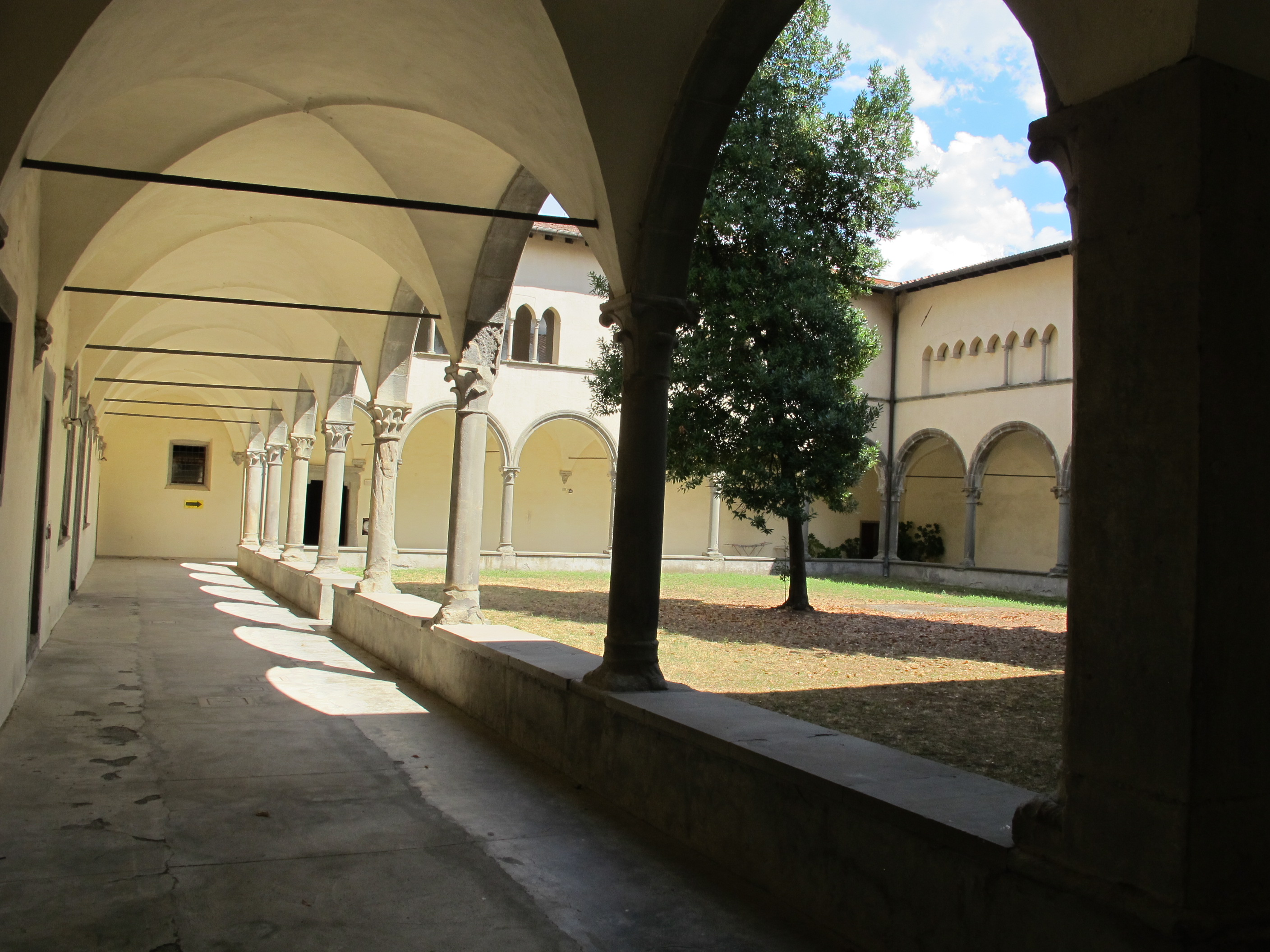
Uno dei chiostri della Santissima Annunziata

### Architetture religiose
- Concattedrale di Santa Maria del Popolo. Fu edificata nel XVII secolo e dedicata a Santa Maria Assunta, e contiene sculture e dipinti di valore. La cupola della cattedrale, assieme al campanile, domina il profilo del centro abitato.
- Chiesa della Santissima Annunziata, con il monastero agostiniano. Fu costruita sul finire del quattrocento, a seguito di un'apparizione della Vergine, che sarebbe avvenuta presso un'edicola sacra entro cui era affrescata un'Annunciazione[20].
- Chiesa di San Francesco, fondata nel 1219, secondo la tradizione dallo stesso San Francesco d'Assisi.
- Chiesa di San Geminiano, barocca, è situata nella piazzetta dove fu accecato Pier della Vigna.
- Chiesa di San Giacomo al Campo, o Chiesa della Misericordia
- Chiesa di San Giacomo d'Altopascio
- Chiesa di San Giorgio
- Chiesa di Sant'Ilario
- Chiesa di San Martino e San Lazzaro
- Chiesa di San Nicolò; conserva un'antica croce lignea
- Chiesa di San Pietro
- Chiesa di Santa Cristina
- Ex convento dei Cappuccini, oggi chiesa di San Lorenzo
- Oratorio di Nostra Donna, in stile rococò, sorge presso la porta ed il ponte di Castelnuovo.
- Via francigena

Nel comune di Pontremoli ci sono complessivamente 47 chiese censite dalla CEI, tra oratori e chiese parrocchiali.

### Architetture militari
- il castello del Piagnaro, chiamato così per le tipiche tegole, dette piagne, fu eretto nell'XI secolo, ma subì numerosi attacchi con conseguenti ricostruzioni, fino al 1790, anno in cui il Granduca di Toscana Pietro Leopoldo consegna al Comune l'ultimo cannone per fonderne il bronzo e realizzare la campana civica. Attualmente ospita il Museo delle statue stele lunigianesi, che rappresentano il più antico e misterioso patrimonio di questa terra.[senza fonte]
- Campanone o torre di Cacciaguerra, situata tra piazza del Duomo e piazza della Repubblica, è la torre campanaria simbolo del paese. Costruita nel XIV secolo per volontà di Castruccio Castracani come parte di un sistema fortificato, che prendeva il nome di Cortina di Caggiaguerra (o Cazzaguerra, in dialetto) che divideva in due parti la città, fu riadattata all'uso attuale nel cinquecento.
- Porta Parma, situata nel margine nord del centro abitato pontremolese, fu costruita come fortificazione in epoca altomedioevale.
- Porta di Castelnuovo, situata tra l'oratorio di Nostra Donna e il teatro della Rosa, completava la difesa della città e proteggeva il ponte del Castelnuovo.
- Porta dell'Imborgo, segnava l'accesso meridionale alla città di Pontremoli.
- Porta della Cresa, antico accesso occidentale al borgo, è preceduta dal pedonale ponte preromanico (XI secolo) sul Torrente Verde, detto, appunto, della Cresa o anche di San Francesco.

### Architetture civili
- Ponte della Cresa, sul torrente Verde, costruito in muratura nel XIV secolo.
- Ponte Stemma o del Casotto, sul Verde poco prima della sua confluenza nel Magra, in muratura, fu costruito sul finire del XIV secolo.
- Ponte del Giubileo o del Castelnuovo, sul fiume Magra, fu costruito anch'esso alla fine del XIV secolo e distrutto dai tedeschi nell'aprile 1945. Fu ricostruito nelle forme originarie nel 2000.
- Ponte dei Chiosi, sul Verde, sorge nella campagna a nord del centro abitato.
- Villa Dosi Delfini, eretta nel XVII secolo dalla ricca famiglia dei Dosi, che vi fecero anche edificare la cosiddetta Casa dei Chiosi.
- Villa Pavesi Negri Baldini
- Palazzo Dosi Magnavacca
- Teatro della Rosa, sorge lungo le rive del Magra, presso la porta ed il ponte di Castelnuovo. Fu costruito nel XVIII secolo su iniziativa del governo granducale, subì importanti modifiche e restauri nel 1840 e nel 1948. Al suo interno sono presenti alcune decorazioni del pittore pontremolese Antonio Contestabili.

## Società
I Pontremolesi sono molto attaccati alla propria città ed alle proprie tradizioni.
Molto sentita quella secolare della "Disfida dei Falò". Ogni anno, infatti, i rioni di San Nicolò (17 gennaio) e San Geminiano (31 gennaio) si sfidano, accendendo giganteschi falò sul greto del fiume Magra (San Nicolò) e del torrente Verde (San Geminiano).
Molto numerose sono le associazioni di volontariato (oltre 30) che si contano in città e che, a vario titolo, si impegnano per rendere Pontremoli una Città viva e ricca di eventi.
Moltissime le manifestazioni che si susseguono durante tutto l'anno, con maggiore concentrazione in estate.
Questo susseguirsi di eventi fa di Pontremoli la città più viva ed attiva della Lunigiana.
Da qualche anno a questa parte, si registra un forte aumento di turisti, soprattutto stranieri.
A partire dall'anno 2020 e dallo sviluppo su larga scala del lavoro agile, Pontremoli è divenuta una delle mete italiane più importanti per i lavoratori da remoto. Grazie ad un progetto portato avanti da volontari, oggi Pontremoli si colloca tra le mete italiane ed europee di riferimento per lavoratori da remoto e nomadi digitali. Attualmente è presente una nutrita comunità internazionale di remote workers e digital nomads.

## Cultura

### Musei
- Museo delle statue stele lunigianesi
- Museo diocesano

### Cultura
- Premio Bancarella, premio letterario nato nel 1953 ad opera dei librai pontremolesi. La premiazione avviene ogni anno la seconda domenica di luglio. In diversi periodi dell'anno vengono effettuati anche il Bancarellino (dedicato ai libri e ai bambini), il bancarella sport (dedicato ai libri sullo sport) e il bancarella cucina.
- Incontri nel Salotto d'Europa (fine luglio - inizio agosto di ogni anno) - Dibattiti con personalità della cultura, della letteratura, del giornalismo, della scienza e delle istituzioni.

### Tradizioni e folclore
- Medievalis (fine agosto): rievocazione storica della visita di Federico II (1226), che si fermò qui alcuni giorni, concedendo alla città i privilegi di libero Comune. La giornata prevede conferenze, la ricostruzione del processo e del rogo di un'eretica, spettacoli e ricostruzioni di antiche botteghe di arti e mestieri, studenti dell'Accademia di Belle Arti di Firenze che mostrano l'antica arte di scolpire la pietra in uno degli scorci più suggestivi della strada che porta al castello (per l'occasione allestito in puro stile medievale). Sono inoltre previste lezioni di tiro con l'arco o di scherma medievale e oltre alle offerte dei ristoranti del centro. Nell'edizione 2011, si è dedicata una giornata ai tumulti spirituali che portarono alla creazione degli Ordini francescano e domenicano e al fiorire dei movimenti ereticali.[21]
- Falò di Sant'Antonio detto comunemente di San Nicolò, tradizionale rito augurale (17 gennaio).
- Festa patronale di San Geminiano, con accensione dei tradizionali falò (31 gennaio).
- Rassegna di antiquariato (3ª domenica del mese in gennaio, marzo, giugno, luglio e dicembre).
- Festa di San Pietro (29 giugno), esistente da oltre 50 anni ed in origine sagra del bestiame. Dal 1994 momento di aggregazione giovanile con artisti di strada e concerti. Tradizionale chiusura con fuochi di artificio.
- Festa della Madonna del Popolo, solenne processione in ricordo del voto che nel 1622 salvò la città dalla peste (2 luglio).

### Cucina
Fra le principali specialità del posto si trovano:
- gli amor, piccoli dolci consistenti in un ripieno cremoso di vaniglia tra due wafer
- la spongata, un dolce tradizionale contenente cioccolato, miele e nocciole, uva passa e cannella
- la torta d'erbi
- i testaroli, pasta cotta nei testi
- gli sgabei, a base di pane fritto e salato
- i panigacci, sottili e a base di pastella di farina, tipici del vicino paese di Podenzana

### Musica
Pontremoli ha dato il natale e l'ospitalità ad alcuni importanti personalità legate alla musica.
- Pietro Giovanni Parolini, compositore del XIX secolo.
- le memorie storiche riportano nelle cronache del XIX secolo la presenza di musici a processioni e parate militari. La banda musicale di Pontremoli, priva di titolo o concessione legale, fu attivata il 1º giugno 1832. Nel 1848 la banda fu impegnata in almeno tre manifestazioni: per i festeggiamenti organizzati dopo l'allontanamento della guarnigione parmense; per accogliere degnamente Vincenzo Gioberti ed infine per rendere onore al Granduca di Toscana Leopoldo II. In seguito, col nome di “Società Filarmonica Pontremolese”, fu sempre presente alle manifestazioni civili e religiose della città scandendo momenti di gloria, dolore ed allegria.
- nel 1906, nacque un'altra banda, la “Società Musicale Giuseppe Verdi”, subito in concorrenza con la Filarmonica, antagonismo trasformatosi ben presto in competizione e scontro a volte anche violento. Durante il fascismo le due bande vennero sciolte dall'autorità, e riunite in seguito in un'unica formazione denominata “Unione Musicale Gioacchino Rossini”. Nell'immediato dopo guerra, la banda si ricostituì grazie anche all'intervento dell'Amministrazione Comunale che provvide alla sua gestione.
- nel 1977, per volontà di tutti i musicanti e pur restando ente comunale, la banda assume il nome di “Musica Cittadina Pontremoli”. Dal 1992, la direzione è affidata al maestro Riccardo Madoni che, con un repertorio che spazia da brani classici a brani originali per banda e musica da film, dirige con impegno, professionalità e grande sensibilità un gruppo di appassionati musicanti sempre più giovani continuamente alimentato dal prezioso contributo della scuola musicale, attiva dal 1990.[22].

### Astronomia
- Il 25 agosto 2000 Luigi Sannino, Giulio Scarfì e Paolo Pietrapiana dall'Osservatorio Astronomico di Monte Viseggi, gestito dall'Associazione Astrofili Spezzini scoprono l'Asteroide 2000 QH9 che verrà nominato dagli stessi successivamente "Pontremoli" in onore della città Lunigianese. Il testo comunicato al Minor Planet Center cita: "Pontremoli è un Comune italiano importante nel medioevo per la sua posizione strategica nel territorio della Lunigiana e sulla via Francigena dei pellegrini da Parigi a Roma. Pontremoli è famosa per il museo delle statue stele preistoriche e per l'evento culturale Premio Bancarella".
- Nel 2001 il sindaco Enrico Ferri modifica il Gonfalone della città aggiungendo la stella sopra la torre per omaggiare l'asteroide scoperto.

## Economia

### Evoluzione demografica
Abitanti censiti

## Infrastrutture e trasporti

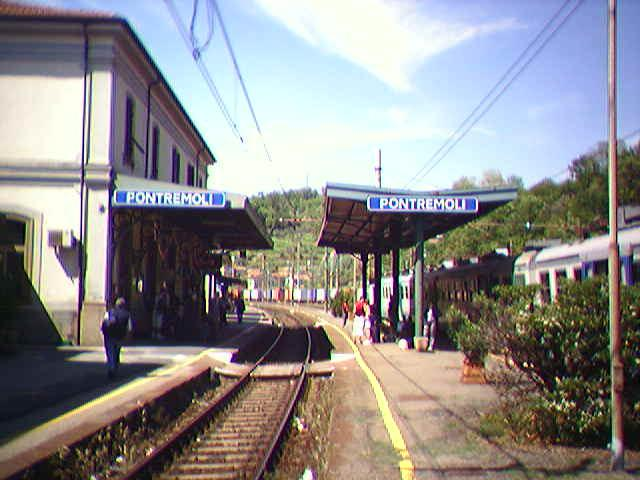
La stazione ferroviaria

### Strade
Pontremoli è raggiungibile in auto uscendo all'omonimo casello lungo l'Autostrada A15 Parma-La Spezia, oppure percorrendo la Strada statale 62 della Cisa.
Per il trasporto su strada Pontremoli è servita sia per i trasporti urbani sia per quelli extraurbani dai mezzi dell'azienda CAT, che la collegano alle altre città e paesi della Lunigiana, a Massa e Carrara e alla Spezia.

### Ferrovie
La stazione ferroviaria di Pontremoli si trova lungo la linea Parma-La Spezia, percorsa da numerosi treni regionali tra i due capilinea ed anche da alcuni convogli a media percorrenza. Tale linea è anche conosciuta come Pontremolese, proprio perché Pontremoli è il centro più importante che si affaccia su questa ferrovia e si trova in posizione quasi equidistante tra le due città capolinea. Nel territorio comunale era presente anche un'altra piccola stazione denominata Grondola-Guinadi, ormai dismessa e relegata ad impianto di servizio in prossimità dell'accesso alla lunga galleria di valico (Galleria del Borgallo).

## Amministrazione
Di seguito è presentata una tabella relativa alle amministrazioni che si sono succedute in questo comune.
| Periodo          | Periodo          | Primo cittadino       | Partito                                           | Carica              | Note   |
| ---------------- | ---------------- | --------------------- | ------------------------------------------------- | ------------------- | ------ |
| 22 ottobre 1985  | 30 maggio 1990   | Gianpiero Bertoni     | Democrazia Cristiana                              | Sindaco             | [ 24 ] |
| 30 maggio 1990   | 24 aprile 1995   | Enrico Ferri          | Partito Socialista Democratico Italiano           | Sindaco             | [ 24 ] |
| 24 aprile 1995   | 14 giugno 1999   | Enrico Ferri          | Centro Cristiano Democratico                      | Sindaco             | [ 24 ] |
| 14 giugno 1999   | 14 giugno 2004   | Enrico Ferri          | Forza Italia                                      | Sindaco             | [ 24 ] |
| 14 giugno 2004   | 8 agosto 2006    | Marino Bertocchi      | lista civica                                      | Sindaco             | [ 24 ] |
| 8 settembre 2006 | 29 maggio 2007   | Girolamo Bonfissuto   | -                                                 | Comm. straordinario | [ 24 ] |
| 29 maggio 2007   | 1º febbraio 2011 | Franco Gussoni        | lista civica                                      | Sindaco             | [ 24 ] |
| 1º febbraio 2011 | 17 maggio 2011   | Valerio Massimo Romeo | -                                                 | Comm. pref.         | [ 24 ] |
| 17 maggio 2011   | 6 giugno 2016    | Lucia Baracchini      | lista civica di centro-destra Cara Puntremal, PdL | Sindaco             | [ 24 ] |
| 6 giugno 2016    | 5 ottobre 2021   | Lucia Baracchini      | lista civica di centro-destra Cara Puntremal, FI  | Sindaco             | [ 24 ] |
| 5 ottobre 2021   | in carica        | Jacopo Maria Ferri    | lista civica di centro-destra Cara Puntremal, FI  | Sindaco             | [ 24 ] |

### Gemellaggi
- Trenčianske Teplice
- Morières-lès-Avignon
- Noto

## Sport
Calcio
Ha sede nel comune la società G.S. Pontremolese 1919, che ha disputato campionati dilettantistici regionali
Pallacanestro
La società Polisportiva Pontremolese milita in promozione.
Ciclismo
La 2ª tappa del Giro d'Italia 2004 si è conclusa a Pontremoli.

### Impianti sportivi
- Stadio comunale "Lunezia", capienza 1000 posti.
- Stadio comunale "Nene Romiti", capienza 200 posti
- Palazzetto dello sport "Pala Marcello Borzacca"